# 平林郵便局 (新潟県)
平林郵便局（ひらばやしゆうびんきょく）は、新潟県村上市にある郵便局。

## 概要
住所：〒959-3431 新潟県村上市平林88-3

## 沿革
- 1872年（明治5年）旧9月 - 平林郵便取扱所として開局[1]。
- 1873年（明治6年）5月1日 - 廃止[1]。
- 1875年（明治8年）1月2日 - 五等郵便局の平林郵便局として開局[1]。
- 1885年（明治18年）6月10日 - 貯金預所開設[2]。
- 1886年（明治19年）4月26日 - 三等郵便局となる[3]。
- 1890年（明治23年）12月16日 -  郵便為替事務開始、但し小為替振出事務は取り扱わず[4]。
- 1892年（明治25年）7月1日 - 小為替振出事務開始[5]。
- 1896年（明治29年）11月16日 - 小包郵便取扱開始[6]。
- 1899年（明治32年）4月1日 - 電信為替事務開始[7]。
- 1911年（明治44年）10月6日 - 電話通話事務開始[8]。
- 1914年（大正3年）
  - 9月15日 - 金屋郵便局にて集配事務廃止、平林郵便局が継承[9]。
  - 11月1日 - 村上線（現羽越本線）中条-村上間開通に伴い鉄道郵便線路開通、その受渡局となる（受渡駅：坂町駅）[10]。
- 1933年（昭和8年）8月1日 - 鉄道郵便受渡廃止（坂町郵便局集配事務開始に伴い受渡局が坂町郵便局に変更）[11]。
- 1951年（昭和26年）4月7日 - 電話交換業務開始[12]。
- 1975年（昭和50年）1月29日 - 電話交換業務廃止、村上電報電話局に移管[13]。
- 1983年（昭和58年）10月1日 - 塩谷郵便局にて電話交換事務廃止、平林郵便局が継承[14]。
- 1986年（昭和61年）10月27日 - 集配業務の全部を神林郵便局に移管、無集配局となる[15]。
- 1987年（昭和62年）12月7日 - 現局舎での業務開始[16]。

## 周辺
- 村上市立平林小学校
- 平林神社